# Georges-Alexandre de Mecklembourg-Strelitz
Georges-Alexandre de Mecklembourg-Strelitz, né le 6 juin 1859 à Remplin, mort le 5 décembre 1909 à Saint-Pétersbourg, est un général de l'armée impériale russe.

## Biographie
Surnommé Georgeax dans le cercle de famille, il passe son enfance à Saint-Pétersbourg, où il est élevé au palais Michel chez sa grand-mère la grande-duchesse Hélène, née princesse de Wurtemberg, avec ses parents.
Il sert dans le régiment des dragons de la garde impériale et atteint le grade de major-général. Il est aussi féru de musique comme sa mère et sa grand-mère. Cette dernière invite souvent des compositeurs et des virtuoses au château et Georges-Alexandre est un pianiste et violoncelliste de bon niveau et se pique de composition. Il fonde un quatuor, le Quartet de Mecklembourg, en 1896 à Saint-Pétersbourg, pour jouer de la musique de chambre et donner des concerts  dans la capitale impériale et en dehors.
Le duc est aussi collectionneur d'art. Il tient de son grand-père le grand-duc Michel une importante collection de lithographies françaises. Il était plus cultivé que beaucoup de grands-ducs.

## Famille
Fils de Georges-Auguste de Mecklembourg-Strelitz et de Catherine Mikhaïlovna de Russie.

### Mariage et descendance
Sa liaison avec Nathalie Vonlarskaïa, dame d'honneur à la cour et fille d'un conseiller d'État et fonctionnaire au ministère des finances, pose problème à sa famille et à sa mère qui ne pouvait admettre un mariage en dehors des familles souveraines. La dame d'honneur est renvoyée, mais le jeune duc se rend en 1889 chez son oncle, le grand-duc Frédéric-Guillaume de Mecklembourg (1819-1804), en Allemagne pour lui demander la permission d'épouser la jeune femme. Il reçoit cette permission le 2 février 1890 et quelques jours plus tard, le 14 février 1890, il épousa morganatiquement Nathalie Feodorovna Vonlarskaïa (1858-1921) qui est titrée comtesse von Carlow (titre reconnu aussi en Russie), d'après son domaine de Karlovka, près de Poltava.
Quatre enfants sont nés de cette union :
- Catherine von Carlow (1891 - tuée à Londres en 1940), comtesse von Carlow. Elle épouse en 1933 le prince Vladimir Galitzine (1884-1954)
- Marie von Carlow (1893-1979), comtesse von Carlow. Elle épouse en 1916 le prince Boris Galitzine (1891-1919), veuve elle épouse en 1929 le comte Vladimir Petrovitch von Kleinmichel (1901-1982)
- Nathalie von Carlow (1894-1913), comtesse von Carlow
- Georges-Alexandre de Mecklembourg (1899-1962) (von Carlow), duc de Mecklembourg

Par son mariage morganatique avec Nathalie Feodorovna Vonlarskaïa, Georges-Alexandre de Mecklembourg-Strelitz fonda la lignée morganatique de Carlow.
La comtesse von Carlow n'est pas reçue à la cour de Russie. Ce ne sera que des années plus tard que le couple sera invité à un bal au palais d'Hiver et à la fin de sa vie la grande-duchesse Hélène est reconnaissante à la comtesse von Carlow de son amour envers son petit-fils. La famille émigre après la Révolution d'Octobre.
Le fils du duc reçoit de son oncle en 1928 le titre de duc zu Mecklembourg et comte von Carlow et lorsque la branche ainée s'éteint, ses descendants deviennent prétendants.

## Généalogie

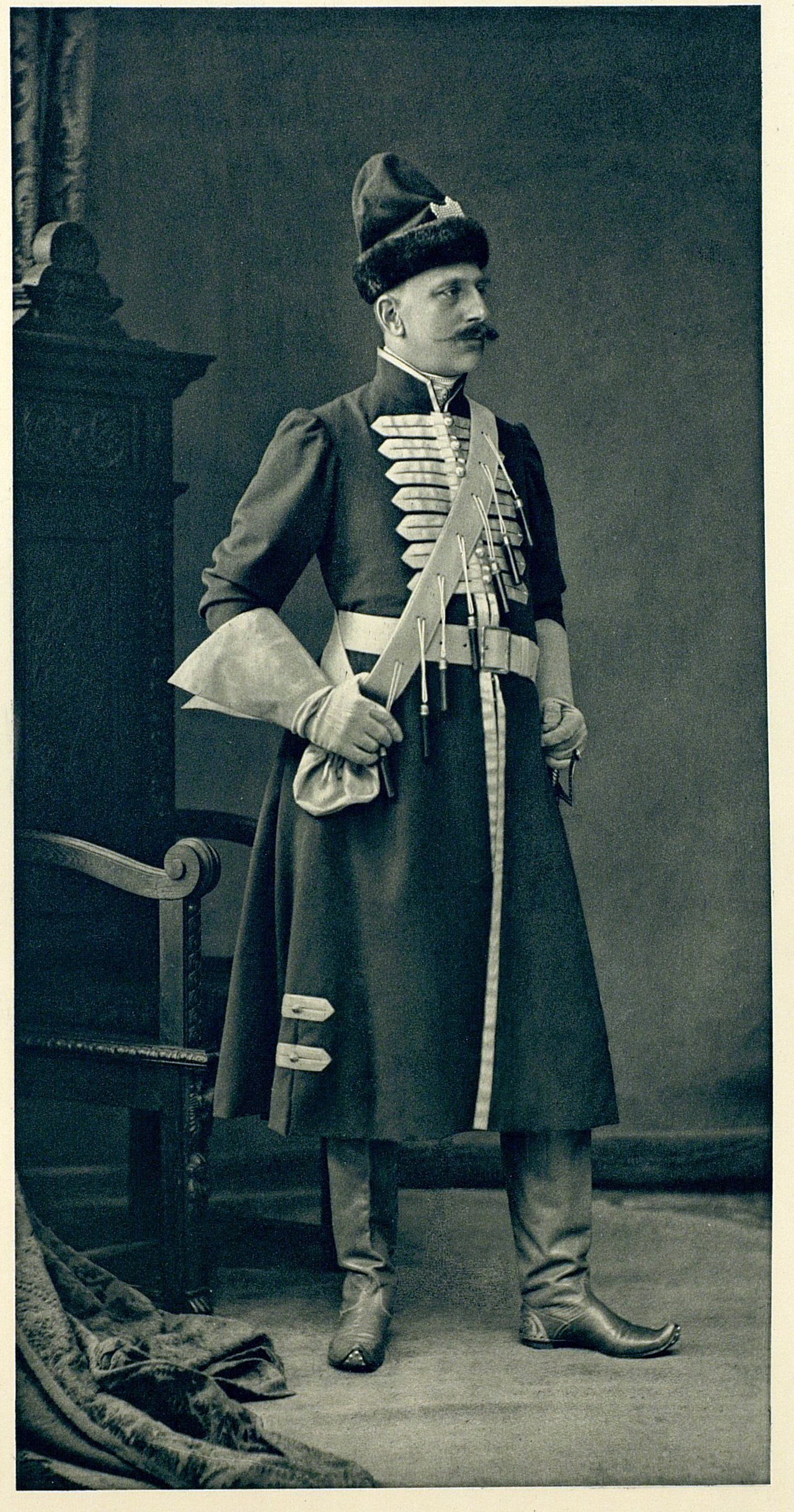
Georges de Mecklembourg-Strelitz au bal du palais d'Hiver de 1903

Georges-Alexandre de Mecklembourg-Strelitz appartient à la troisième branche (Mecklembourg-Strelitz) issue de la première branche de la Maison de Mecklembourg. Cette troisième lignée s'éteignit avec Georges-Alexandre de Mecklembourg en 1996. Georges Borwin est l'actuel prétendant à la succession.